# Тенріїзм

Емблема тенріїзму — мон роду Накаями Мікі.

Тенріїзм (яп. 天理教, てんりきょう, тенрі-кьо, «Вчення Тенрі») — сектантська неорелігія, заснована у 19 столітті японською селянкою-ворожкою Накаямою Мікі на базі синтоїстських і буддистських вірувань. Вважається однією з 13 течій синтоїзму.[джерело не вказане 3083 дні]

## Короткі відомості
Тенріїзм був започаткований 1838 року Накаямою Мікі, селянкою з провінції Ямато. За переказами, вона отримала одкровення від бога-отця Тенрі О-но-мікото з наказом заснувати нову релігію.
У 1908 році секта оформилась юридично в Японії як окрема релігійна громада.
Основу тенріїзму складає вчення про реалізацію на Землі мирного і щасливого життя шляхом взаємодопомоги, служіння і молитви божеству Тенрі О-но-мікото, який допомагає рятувати світ. Хоча останній вважається головним божеством тенріїстького пантеону, віра в існування традиційних японських богів і будд не заперечується. Тенрі О-но-мікото вшановується як бог-отець (ояґамі), а засновниця-патріарх секти Накаяма Мікі як пані-родителька (оясама).
Штаб-квартира тенріїстів знаходиться в місті Тенрі префектури Нара, в Японії. Кількість послідовників нараховує 2 мільйони; з них 1,5 мільйони мешкають в Японії.

## Галерея

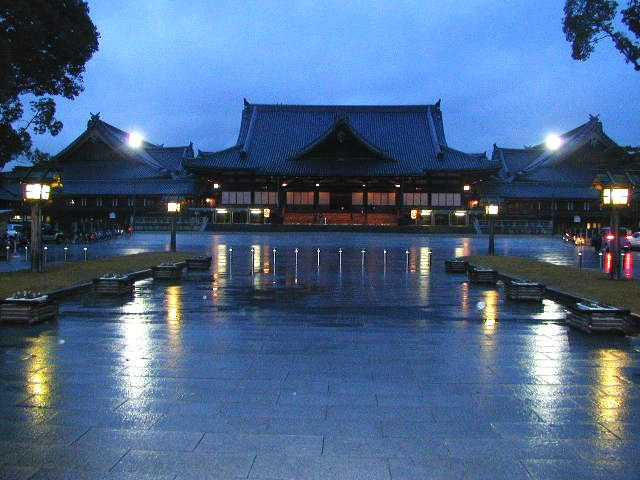
Штаб-квартира тенріїстів
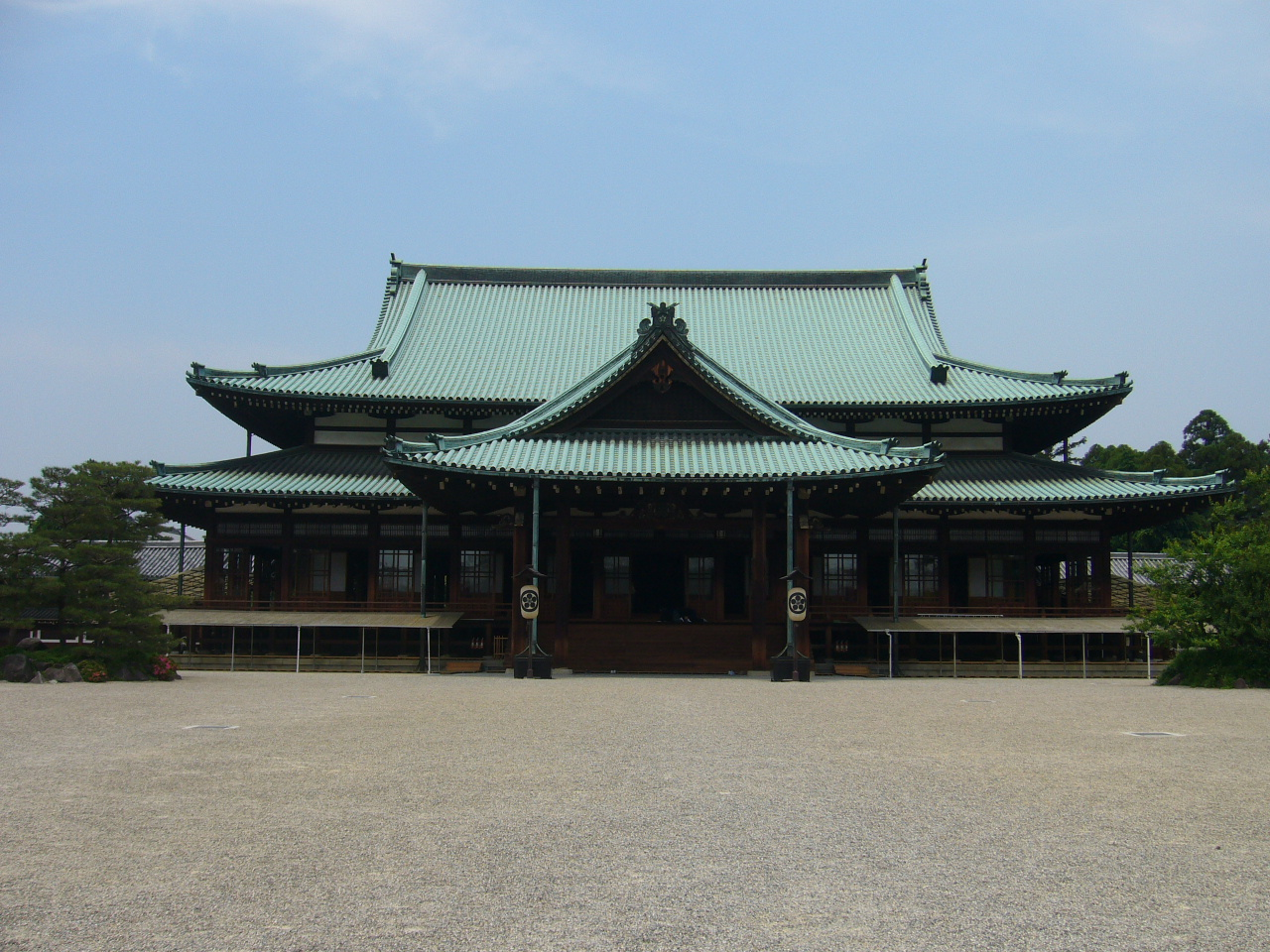
Палац засновниці тенріїзму